# Christa Wolf
Christa Wolf, nascuda Christa Ihlenfeld (Gorzów Wielkopolski, 18 de març de 1929 - Berlín, 1 de desembre de 2011) fou una novel·lista, assagista i crítica literària alemanya.

## Biografia
Wolf va néixer l'any 1929 a la part oriental de la província prussiana de Brandenburg, en una ciutat que aleshores es deia Landsberg an der Warthe. Després de la Segona Guerra Mundial, tota la família, que eren d'ètnia alemanya, foren expulsats del territori que havia esdevingut part de Polònia. Van travessar la nova frontera fixada a la línia Oder-Neisse el 1945 i es van establir a Mecklenburg, al territori que després esdevendria part de la República Democràtica Alemanya, o Alemanya oriental. Va estudiar literatura a les universitats de Jena i Leipzig. Amb la carrera acabada, es va posar a treballar per al sindicat alemany d'escriptors i per a una editorial. Es va afiliar al Partit Socialista Unificat d'Alemanya el 1949. El 1951, es va casar amb l'escriptor Gerhard Wolf, amb qui vivia a Berlín. Els arxius de la Stasi, fets públics el 1993, demostren que va treballar com a "informadora" (Inoffizieller Mitarbeiter) durant els anys 1959 a 1961. Tanmateix, cal dir que els seus superiors de la Stasi criticaven el que ells anomenaven les seves "reticències" i van deixar d'interessar-se per la seva col·laboració. Des d'aleshores, ella també va ser espiada intensament durant gairebé 30 anys. La consagració de Christa Wolf com a escriptora es va esdevenir el 1963 amb la publicació de Der geteilte Himmel (una novel·la sobre una noia que passa al Berlín occidental per amor, però decideix tornar després de veure com és Occident, just uns dies abans que s'alcés el mur de Berlín). Durant la guerra freda, Wolf va ser obertament crítica amb els governants de la RDA, tot i que no va abandonar mai les seves idees marxistes i també es va oposar a la reunificació alemanya. Va abandonar la militància en el Partit Comunista el 1989 o 1990.
Mor a Berlín l'any 2011.

## Obres
Després de l'esmentada Der geteilte Himmel (1963), van seguir, entre d'altres, Nachdenken über Christa T. (1968, sobre una dona aclaparada per la pressió social que l'obliga a conformar-se respecte de la commovedora visió del desarrelament familiar per la pèrdua de la seva casa pairal), Kindheitsmuster (1976), Kein Ort. Nirgends (1979), Kassandra (1983, potser la seva obra més important, reinterpreta la Guerra de Troia com un conflicte pel poder econòmic enmig de la transició des d'una societat matriarcal a una societat patriarcal), Medea (1996), i Auf dem Weg nach Tabou (1994, una recopilació d'assaigs, conferències i cartes escrites durant els quatre anys següents a la reunificació alemanya).
Was bleibt, que descriu la seva vida sota la vigilància permanent de la policia secreta, fou escrita el 1979, però no va veure la llum fins al 1990. La seva darrera obra, Leibhaftig (2002), descriu la lluita d'una dona entre la vida i la mort en un hospital del'Alemanya oriental els anys vuitanta mentre espera uns medicaments que han d'arribar de l'oest. Els temes centrals de la seva obra eren el feixisme alemany, la humanitat, el feminisme i el descobriment de la pròpia identitat.

## Crítica i reconeixements
Les obres de Wolf sovint s'han considerat discutibles des de la reunificació alemanya. Arran la publicació de Was bleibt, els crítics alemanys occidentals, com ara Frank Schirrmacher, sostenen que a Wolf li manca la crítica de l'autoritarisme del règim comunista de l'Alemanya oriental, mentre que d'altres consideren les seves obres "moralistes". Els seus defensors, en canvi, han reconegut el paper de Wolf en la formació d'una expressió literària diferenciada a l'est. Amb el seu estudi de les primeres novel·les de Christa Wolf i subsegüents assaigs sobre les seves darreres obres, Fausto Cercignani ha contribuït a promoure el coneixement de la veritable essència de la producció narrativa d'aquesta escriptora, al marge dels seus pros i contres polítics i personals. L'èmfasi que Cercignani ha posat en l'heroisme de Christa Wolf ha obert la via a nous estudis en aquesta direcció.
Christa Wolf ha rebut, entre d'altres, els premis "Heinrich Mann" (1963), "Georg Büchner" (1980), "Schiller Memorial" (1983), "Geschwister Scholl" (1987) i, des de la reunificació, l'"Elisabeth Langgässer" i el "Nelly Sachs" (tots dos el 1999). Finalment, el 2002, Wolf va ser la primera a rebre el "Deutscher Bücherpreis" per tota la seva trajectòria vital.